# Zvone Bukovec
Zvone Bukovec, slovenski pevec, bas kitarist in skladatelj zabavne glasbe, * 25. oktober 1951, Postojna, † 22. september 1983, Izola.
Bukovec je bil ustanovitelj in vodja mnogih popularnih ansamblov v sedemdesetih letih 20. stoletja. Med bolj znanimi so: Novi Juniorji, Excorrado, Nova pot, kot manager pa je pomagal pri nastanku skupin Buldožer, Prelom in Prizma. Kasneje v karieri je deloval kot solist.

## Življenjepis
Začel je v ansamblu FANATRONI, kjer je igral skupaj s sošolci iz Doma tehniških šol v Ljubljani. V tem ansamblu je sodeloval tudi izjemen trobentač Stojan Zafred, ki je v četrtem letniku nesrečno skočil v morje in ostal tetraplegik, kasneje pa postal svetovno znan slikar z usti. Zvone je končal srednjo tehnično šolo na Vegovi v Ljubljani in se po maturi posvetil predvsem glasbi. Umrl je 22. septembra 1983 v Izoli. Pokopan je v Kanalu ob Soči.

## Diskografija
- Margerita - 1971
- Ljubim jo, Kaj si nor - 1972
- Trije so mi rekli, Odhajam - 1974
- Sretna noć, Usamljena žena - 1975
- Zakaj, draga moja - 1976